# Cubachipteria
Cubachipteria är ett släkte av kvalster. Cubachipteria ingår i familjen Achipteriidae.
Kladogram enligt Catalogue of Life:
| Cubachipteria | \| \| Cubachipteria bispina \| \| \| \| \| \| Cubachipteria mayariana \| \| \| \| \| \| Cubachipteria remota \| \| \| \| |
|               | \| \| Cubachipteria bispina \| \| \| \| \| \| Cubachipteria mayariana \| \| \| \| \| \| Cubachipteria remota \| \| \| \| |
|               | Achipteria |
|               | |
|               | Anachipteria |
|               | |
|               | Campachipteria |
|               | |
|               | Cerachipteria |
|               | |
|               | Dentachipteria |
|               | |
|               | Hoffmanacarus |
|               | |
|               | Parachipteria |
|               | |
|               | Plakoribates |
|               | |
|               | Cubachipteria bispina |
|               | |
|               | Cubachipteria mayariana                                                                                                  |
|               | |
|               | Cubachipteria remota |
|               | |

|  | Cubachipteria bispina   |
|  |                         |
|  | Cubachipteria mayariana |
|  |                         |
|  | Cubachipteria remota    |
|  |                         |